# Lipom
Lipom (лат. lipoma) је benigni tumor, koji se sastoji od masnog tkiva. Lipomi su mekani na dodir, obično pomični, te su po pravilu bezbolni. Mnogi lipomi su mali (do jednog centimetra u prečniku), ali može da naraste i do šest centimetara. Obično se javlja kod osoba od 40 do 60 godina, ali se mogu javiti i kod dece. Neki izvori tvrde da se maligni prelazi mogu desiti, dok drugi tvrde da nema pouzdanih izvora koji to dokazuju.

## Tipovi
Postoji nekoliko tipova lipoma 624-5:
- {{cite book|author=Angiolipoleiomyoma je stečeni solitarni  asimptomatični čvor, obično na ekstremitetima koji sadrži mišićno, masno i vezivno tkivo.[4]627
- {{cite book|author=Angiolipoma je na dodir bolno osetljiv potkožni čvor sa svim osobinama tipičnog lipoma.[4][4][5]
- Lipoma chondroides (hrskavičavi lipom) je duboki, čvrsti žuti tumor koji se obično nađe na nogama žena.[6] 625
- Hibernoma je lipom poreklom od smeđe masti.

- Intradermalni lipom vretenastih ćelija uglavnom se nalazi kod žena sa podjednakom distribucijom na glavi, trupu, vratu,rukama i nogama.[4]

- Neuralni fibrolipom je tumor masnog i vezivnog tkiva koji raste u blizini nerava i često vrši kompresiju na nerve.[4] Neurofibromatoza je karakterizirana mnoštvom ovakvih tumora.

- Pleomorfni lipom, poput lipoma vretenastih ćelija se nalazi na leđima i vratu starijih muškaraca karakteriziran sa džinovskim ćelijama.[4]
- Lipom vretenastih ćelija je asimptomatski, spororastući potkožni tumor koji se obično nalazi na ramenim, vratu i leđima starijih muškaraca.[4]

- Površni potkožni lipom , je najčešći tip i nalazi se obično ispod kože.[4] Najčešći je na trupu, bedrima i podlakticama mada se može naći bilo gde ima masnog tkiva.

## Prevalencija
Oko jedan odsto ukupnog stanovništva ima lipome. Ovi tumori se mogu pojaviti u bilo kom uzrastu, ali se često pojavljuje kod ljudi od 40 do 60 godina. Kožni lipomi su retki kod dece, ali ovi tumori se mogu pojaviti kao deo nasledne bolesti Banajan-Zorana sindrom.

## Uzroci
Tendencija nastanka lipoma nije uvek urođena, mada postoje i urođene bolesti kao multipla familijarna lipomatoza.  Genetička ispitivanja miševa u laboratoriji su pokazala korelaciju između HMG I-C gena za koji je utvrđeno da je u relaciji sa pretilosti.
Postoje slučajevi gde se lipomi javljaju nakon manjih povreda za koje se smatra da su uzrok početka rasta posttraumatskih lipoma. Međutim, veza između razvoja lipoma i traume je kontraverzna.

## Simptomatologija
U većini slučajeva lipomi su bez simptoma. Često predstavljaju kozmetički problem a u retkim slučajevima mogu da pritisnu nervne i krvne sudove.

## Terapija
Terapija lipoma je hirurška a sastoji se od hirurške ekscizije (izrezivanja) lipoma. Operacija se može uraditi u lokalnoj anesteziji a izuzetno je potrebna opšta anestezija kod većih lipoma.